# Delta-Projekt
Das Delta-Projekt war ein großer Exportauftrag für die (west-)deutsche Nutzfahrzeugindustrie in den 1970er Jahren zur Lieferung von rund 9.500 Lastkraftwagen, 1.000 Zugmaschinen, Tieflader-Aufliegern und Ersatzteilen im Gesamtwert von rund 1,1 Milliarden DM an die Sowjetunion. Die Fahrzeuge wurden vor allem zum Bau der Baikal-Amur-Magistrale (BAM) als Nebenstrecke der Transsibirischen Eisenbahn (Transsib) eingesetzt. Einige der Fahrzeuge waren nach Abschluss der Bauarbeiten erneut beim Eisenbahnbau in den 2000er Jahren und auf Baustellen oder Ölfeldern in Sibirien sowie zweckentfremdet als Fernverkehrs-Sattelzugmaschinen im Einsatz.
Ob der Auftrag für den Hersteller Magirus-Deutz, welcher den Großteil der Lastwagen lieferte, finanziell tatsächlich rentabel war, wurde im Nachhinein in der Literatur bezweifelt. Auch konnte er die durch die Ölpreiskrise bedingten Absatzeinbrüche auf dem europäischen Markt nicht dauerhaft ausgleichen, sondern lediglich verzögern. Nach Ende der Fertigung für die Sowjetunion musste das Werk eine große Zahl Arbeiter entlassen.

## Der Lastwagen-Auftrag

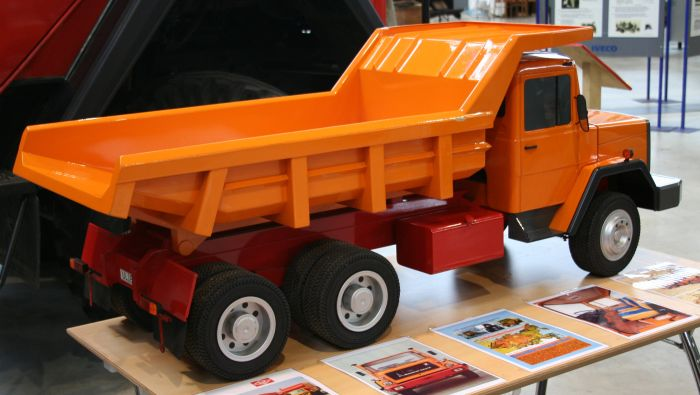
Delta-Projekt Muldenkipper vom Typ M290 D26K 6x4 im Modell mit Verkaufs-Unterlagen

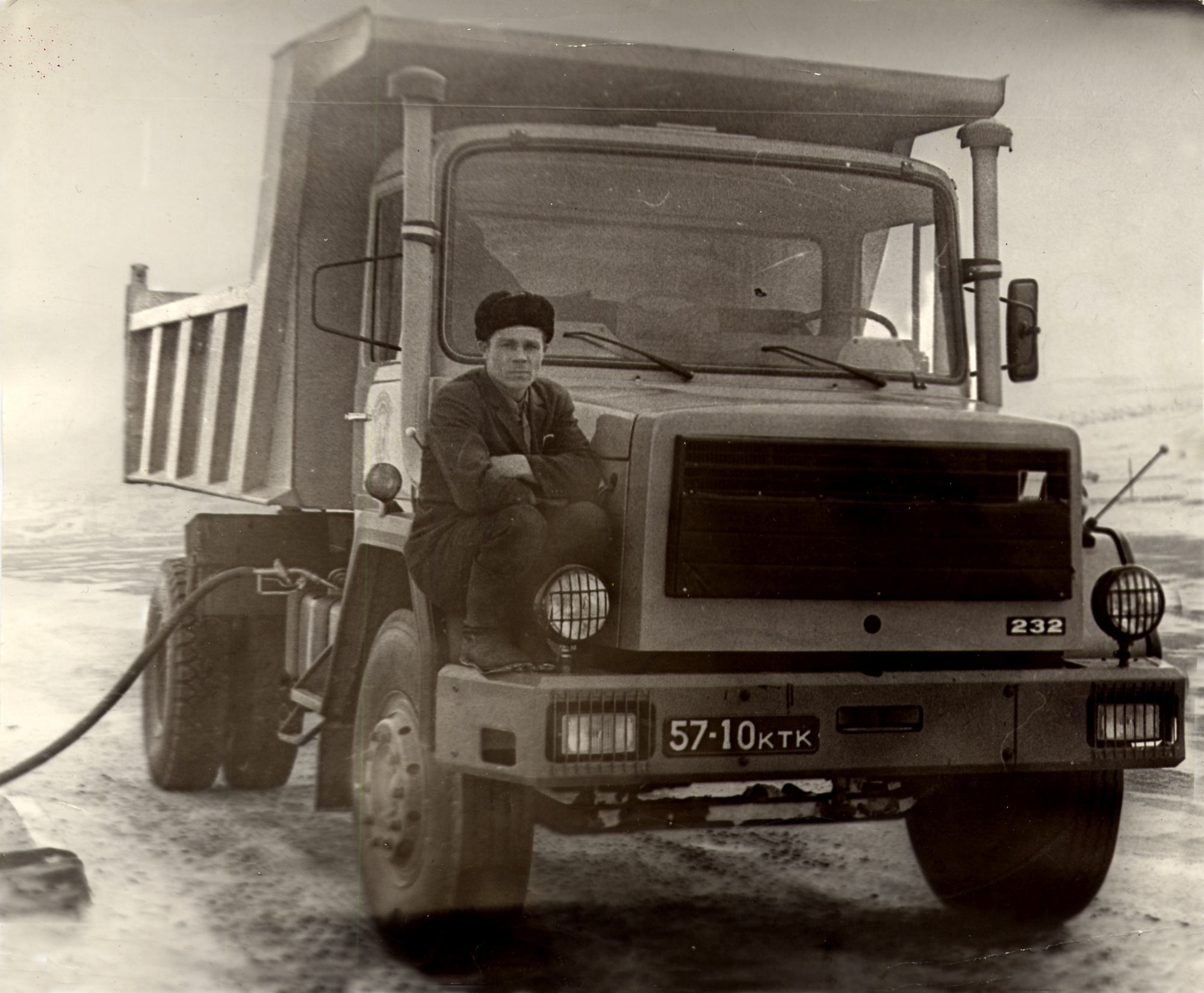
Magirus-Deutz M232D19K 4x2 Muldenkipper in Kökschetau/Kasachische SSR (um 1979)

Vertreten durch die sowjetische „Allunions-Handelsgesellschaft“ bestellte die Sowjetunion im Jahre 1974 rund 9.500 schwere LKW beim damaligen Nutzfahrzeughersteller Magirus-Deutz, die zum Bau der Baikal-Amur-Magistrale als Nebenstrecke der Transsib durch Sibirien gebraucht wurden. Es handelte sich dabei um Langhauber mit luftgekühlten KHD-Dieselmotoren (Bauart Eckhauber der dritten Generation wie 1971 auf dem Markt vorgestellt). Geliefert wurden im Wesentlichen zwei Varianten ohne Allradantrieb: Eine dreiachsige mit Zehnzylinder-V-Motor mit Direkteinspritzung vom Typ F10L413 mit 290 PS und einem zulässigen Gesamtgewicht von 26 Tonnen (Typen M290D26K 6x4 und M290D26L 6x4) sowie eine zweiachsige mit kleinerem ebenfalls direkteinspritzendem Achtzylinder-V-Motor vom Typ F8L413 mit 232 PS und 19 Tonnen zulässigem Gesamtgewicht (Typen M232D19K 4x2 und M232D19L 4x2).
Um einen günstigeren Paketpreis zu erzielen, verzichteten die Sowjets dabei auf den werkseitig lieferbaren Allradantrieb und bestellten auch nicht das 1973 erschienene Spitzenmodell der Baureihe mit der Bezeichnung M310D26AK 6x6 bzw. M310D26AL 6x6 und 305 PS. Um trotzdem eine gute Geländegängigkeit zu erreichen, waren alle Fahrzeuge mit Differentialsperren an den Hinterachsen ausgestattet. Für den zu erwartenden schweren Einsatz erhielten sie zudem allesamt zwei hochgelegte Luftansaugrohre sowie Zusatz-Scheinwerfer neben dem Kühlergrill auf der Stoßstange. Einheitlich war auch die Farbgebung in orange, da diese bei Schnee am besten sichtbar ist. Der Liefervertrag wurde am 2. Oktober 1974 in Moskau unterzeichnet.
Neben der großen Erfahrung von Magirus-Deutz in der Herstellung von schweren und robusten Baufahrzeugen (die damals rund 60 % der Gesamtproduktion von Magirus-Deutz ausmachten) waren insbesondere die Motoren ein Hauptgrund für die Auftragserteilung an diesen Hersteller: Aufgrund der extremen Minustemperaturen in Sibirien war eine Forderung der Auftraggeber, LKW mit einer Betriebsbereitschaft von −45 bis +30 °C zu liefern. Die von KHD hergestellten luftgekühlten Dieselmotoren von Magirus-Deutz hatten hier einen entscheidenden Vorteil gegenüber den von nahezu allen anderen namhaften Nutzfahrzeugherstellern auf der Welt verwendeten wassergekühlten Motoren, da es bei luftgekühlten Motoren kein Kühlwasser gibt, das im Winter einfrieren oder im Sommer kochen könnte. Magirus-Deutz erreichte bei seinen LKW eine Betriebsbereitschaft bis zu Temperaturen von −57 °C. Damit konnte sich das Unternehmen sowohl gegen die Konkurrenten aus Japan, Westdeutschland und dem Ostblock durchsetzen, die sich ebenfalls um den Großauftrag aus der Sowjetunion bemüht hatten. Die übrigen europäischen und japanischen Hersteller schieden wegen der geringeren Kälteresistenz ihrer wassergekühlten Konstruktionen aus, die Hersteller aus den anderen Ostblockstaaten erreichten ebenfalls nicht die geforderte Betriebsbereitschaft bei tiefen Temperaturen und hatten außerdem zu geringe Produktionskapazitäten frei. Das galt insbesondere für Tatra aus der früheren Tschechoslowakei (heute in Tschechien) und TAM aus dem früheren Jugoslawien (heute in Slowenien), die ebenfalls luftgekühlte Dieselmotoren herstellten (im letzterem Fall kurioserweise nach Lizenz von Magirus-Deutz).
Ironie der Geschichte: Klöckner-Humboldt-Deutz (KHD), der Mutterkonzern von Magirus-Deutz, hatte seine luftgekühlten Motoren ab 1942 während des Zweiten Weltkriegs deswegen entwickelt, weil die Wehrmacht dringend frostsichere Motoren für ihre Fahrzeuge für den Russlandfeldzug brauchte, wobei bei Einführung im Jahre 1944 noch keine Massenproduktion von diesen LKW-Motoren zustande kam und sich die Stückzahlen daher bis Kriegsende in Grenzen hielten. Rund 30 Jahre später jedoch profitierte ausgerechnet die Sowjetunion – der ursprüngliche Gegner – von dieser Erfindung, als sie für ein prestigeträchtiges Großbauprojekt von historischer Bedeutung eingesetzt wurde.
Um den größten Auftrag der Unternehmensgeschichte wie von den Sowjets gefordert bis 1976 erfüllen zu können, musste Magirus-Deutz rund 800 Mitarbeiter zusätzlich einstellen und zum Teil Sonderschichten fahren. Am 19. November 1976 war der Auftrag erfüllt und der letzte LKW rollte von den Fertigungsbändern per Eisenbahn Richtung Sibirien. Die meisten Fahrzeuge waren (da ab 1975 hergestellt) neben dem Magirus-Deutz-Schriftzug auch mit einem IVECO-Emblem von vorne gesehen rechts oben im Kühlergrill versehen, nachdem sich die Firma in jenem Jahr mit weiteren Herstellern in Europa diesem neuen von Fiat geführten Nutzfahrzeug-Konzern angeschlossen hatte.
Auch die Aufbauten für die LKW kamen aus Deutschland: Auf die Fahrgestelle von Magirus-Deutz wurden Kippmulden, Ladepritschen, Kofferaufbauten mit mobilen Werkstätten zur ortsunabhängigen Wartung und Reparatur von LKW und Baumaschinen, Betonmischer, Holztransporter, Seitenlader-Kräne zum Verladen und Transportieren von bis zu 24 Meter langen Rohren sowie Flüssigkeitstanks montiert. Mit den Aufbauten beschäftigten sich die Unternehmen Kässbohrer, Klaus Multiparking, Kögel, Köpf Fahrzeugbau, Meiller, Orenstein & Koppel, Rhein-Bayern und Joseph Vögele.
Nachdem sich die Auftraggeber bei der Leistungsfähigkeit der bestellten LKW verkalkuliert hatten und sich herausstellte, dass für die zu leistenden Arbeiten weniger LKW gebraucht wurden als bestellt worden waren, wurde etwa ein Drittel der gelieferten Magirus-Deutz gar nicht zum Bau der BAM, sondern für andere Aufgaben innerhalb der Sowjetunion eingesetzt, z. B. zur Erschließung von Ölfeldern in Sibirien. Die LKW bewährten sich dabei auch nach dem Ende des BAM-Baus weiterhin unter härtesten geographischen und klimatischen Bedingungen hervorragend.
Einige der Delta-Projekt-LKW waren noch 2006 in Russland (insbesondere in Jakutien) im Einsatz, entweder weiterhin auf Baustellen oder Ölfeldern. Die Muldenkipper kamen in den 2000er Jahren auch noch einmal zum Bau der Amur-Jakutischen Magistrale zum Einsatz, der bis 2010 zur Hälfte fertiggestellten etwa 1.100 km langen Nebenstrecke der BAM von Tynda nach Jakutsk. Die übrigen LKW waren vor allem in der dreiachsigen Ausführung zweckentfremdet als Fernverkehrs-Sattelzugmaschinen im Einsatz zu finden.

## Der Zugmaschinen-Auftrag
Der ebenfalls in Deutschland angesiedelte Nutzfahrzeughersteller Faun bekam den ergänzenden Auftrag, 86 robuste und geländegängige Allrad-Zugmaschinen zu bauen. Es handelte sich um Hauben-Zugmaschinen des Typs HZ34.30/41 mit 326 PS aus einem V12-Deutz-Motor, ebenfalls luftgekühlt. Die Fahrzeuge hatten zusammen mit von Kögel gelieferten Tieflader-Sattelaufliegern eine Nutzlast von 60 Tonnen.
Auch die Faun-Zugmaschinen, die sich wie schon die Magirus-Deutz-LKW wegen der luftgekühlten KHD-Dieselmotoren sehr gut bewährten, fanden sich zum Teil noch lange nach dem Zerfall der Sowjetunion auf Großbaustellen in Russland im Einsatz.